# Tapacul gros gorja-rogenc
Scelorchilus rubecula és una espècie d'ocell de la família Rhinocryptidae, endèmica dels boscos temperats del centre-sud de Xile, des de la regió d'O'Higgins fins a la d'Aisén, i a l'Argentina adjacent; també s'ha enregistrat a la província de Magallanes de Xile. A l'illa Mocha (Xile) existeix una subespècie, el chucao de la Mocha, que es caracteritza per ser una mica més gran.
És una au que viu en el sotabosc i es desplaça fent salts o mitjançant vols molt curts.
En la creença popular, el seu crit anuncia la sort de qui ho escolti: per a alguns el fet de sentir-ho a la dreta és senyal de bona sort i per a uns altres, anuncia bona sort el fet de sentir el crit menys freqüent.

## Taxonomia i sistemàtica
El xucao tapaculo té dues subespècies. El nom Scelorchilus rubecula rubecula es troba principalment al centre de Xile des de la regió del Biobío al sud fins a la regió d'Aysén i les parts adjacents de l'Argentina. Ocasionalment, s'ha registrat més al nord i una vegada a l'extrem sud de la província de Magallanes. L'altra subespècie, S. r. mochae, només es troba a l'illa de Mocha a la costa xilena.